# Mordellistena sericans
Mordellistena sericans là một loài bọ cánh cứng trong họ Mordellidae. Loài này được Fall miêu tả khoa học năm 1907.